# ویساکاپاتنام
شهر ویساکاپاتنام (به انگلیسی: Visakhapatnam) با جمعیت ۱٫۰۵۸٫۱۵۱ نفر در ایالت آندرا پرادش در کشور هند واقع شده‌است.